# Solanum muricatum
Solanum muricatum es una especie de planta fanerógama perteneciente a la familia de las solanáceas.

## Nombre común

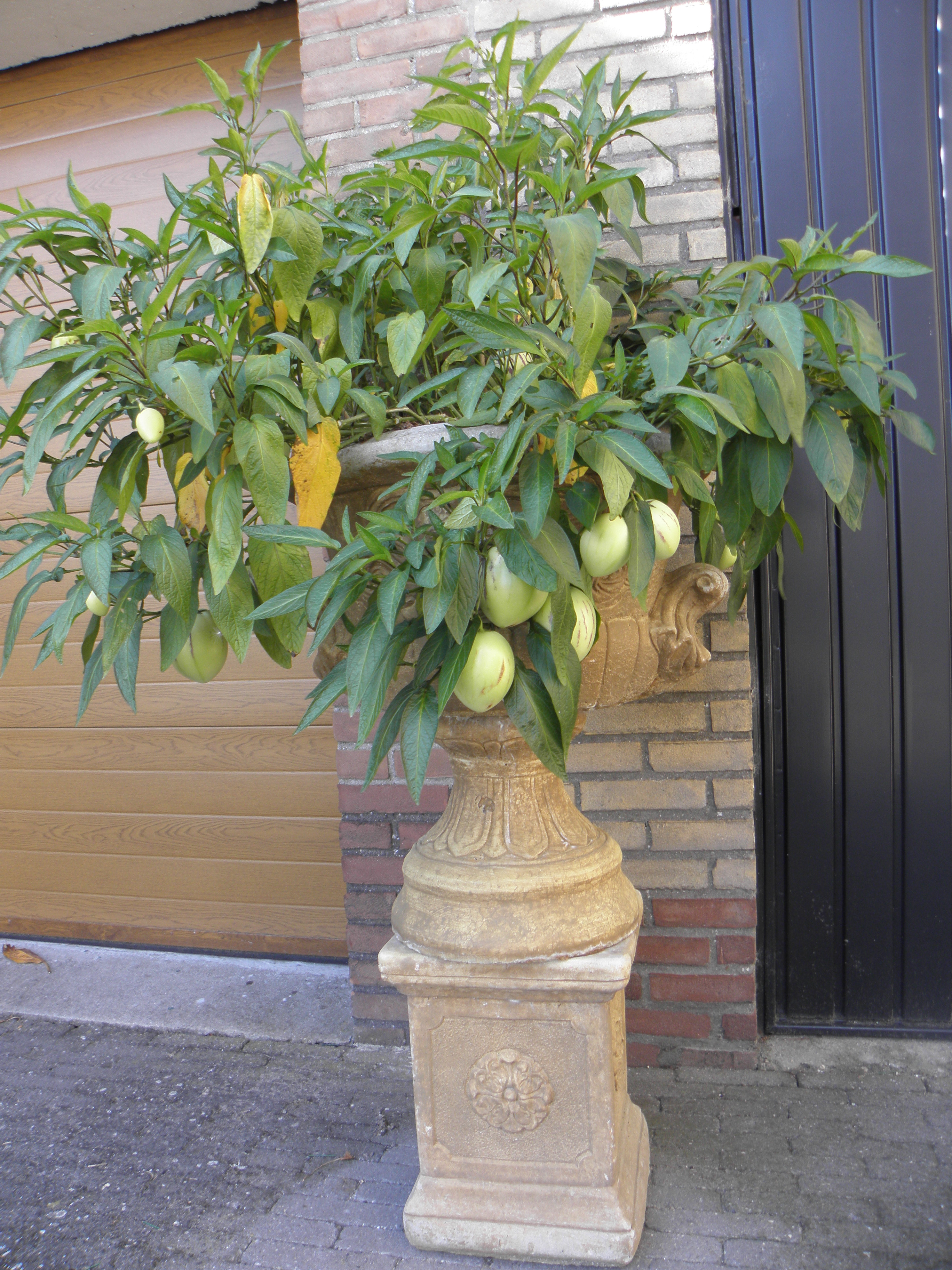
Uso ornamental del pepino dulce

En los idiomas nativos de la zona andina es conocido como: cachum o xachum en quechua; kachuma en aimara. La fruta se llama popularmente cachán, cachuma, pepino, pepino dulce, pepino melón, pera melón, pepino de fruta y mataserrano. Incluso como melón de árbol para no confundirlo con la papaya.

## Descripción

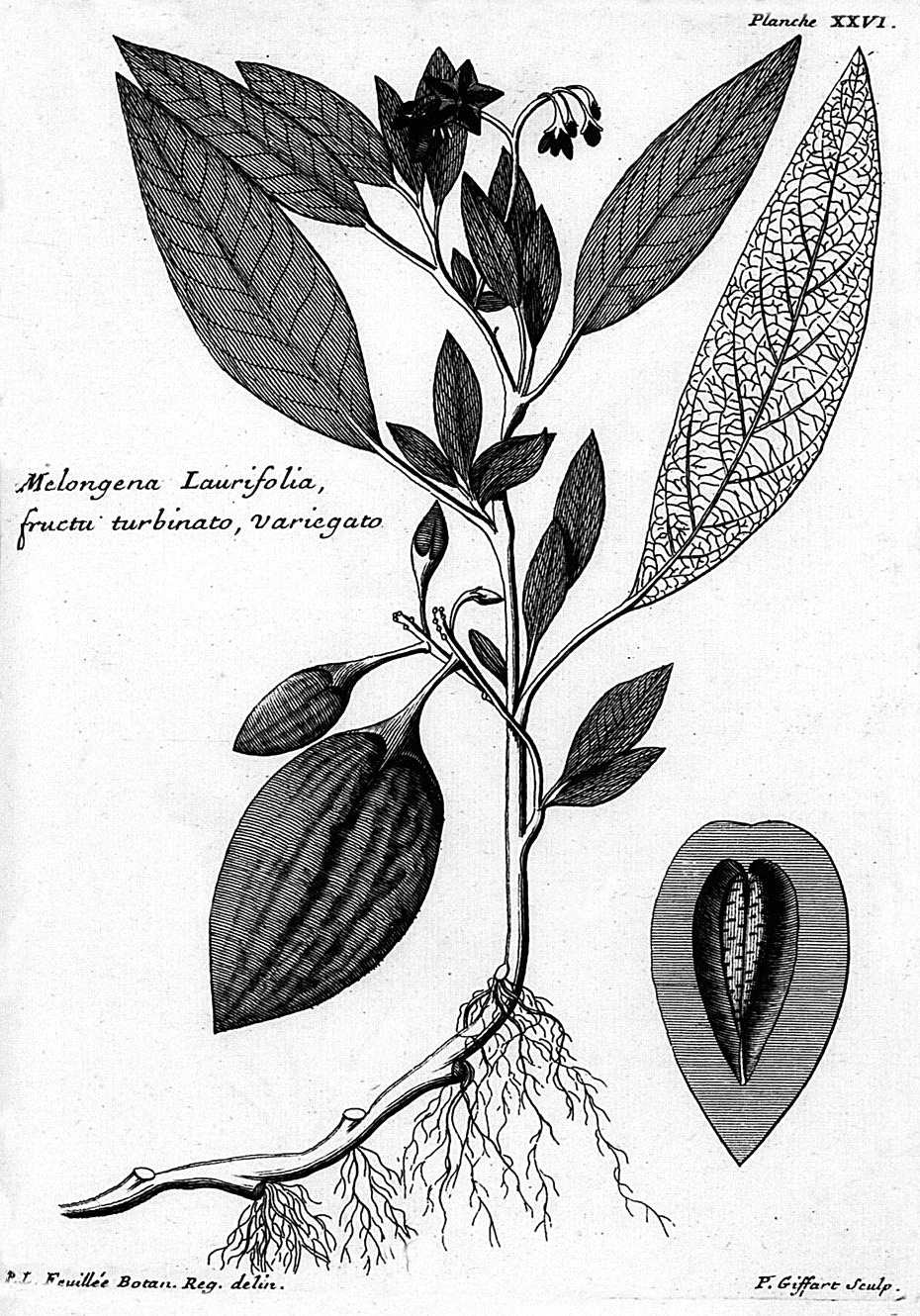
Ilustración

Es un arbusto perenne originario de la región andina de Sudamérica, donde es cultivado hace miles de años por su fruta dulce.
Aunque existen diversas variedades dicha baya generalmente es ovalada parecida a una papaya de unos 10 a 15 cm de color amarillo dorado con vetas color púrpura cuando está madura. Es muy refrescante por su alto contenido de agua (92%), siendo en sabor y aroma semejante al melón Cucumis melo, pero ambas plantas no se relacionan entre sí. Tiene altos porcentajes de vitamina C, A y carbohidratos.
 
 
Su consumo se realiza generalmente en forma directa como fruta fresca, pero también puede ser en ensaladas en algunas ocasiones, en zumos o postres más elaborados.

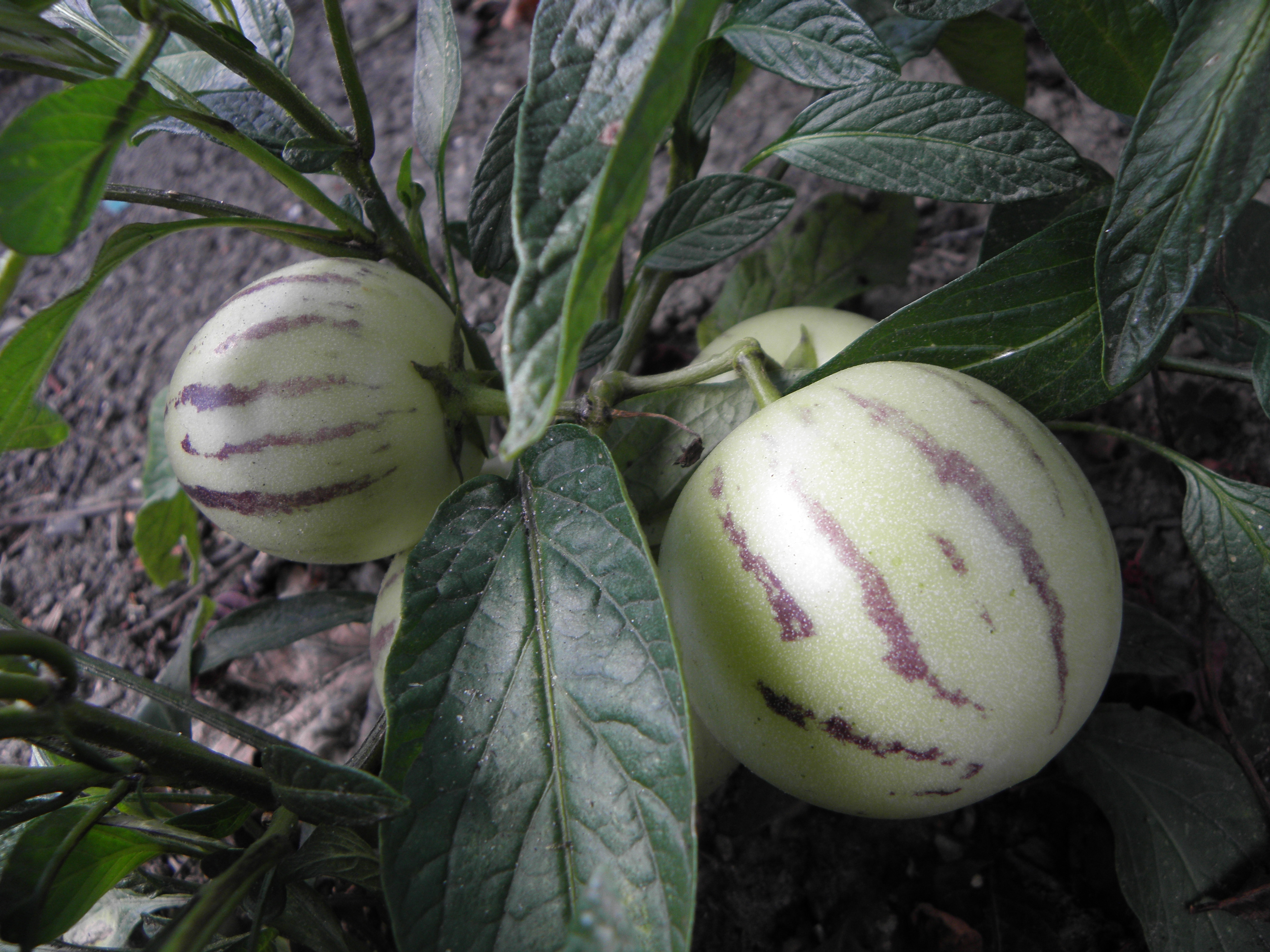
Fruto

El fruto se encuentra en los mercados del Bolivia, Perú, Chile y Ecuador pero es poco frecuente en el extranjero por ser sensible a los transportes. Es cultivado también en Colombia y Argentina.

## Cultivo
La planta se propaga por esquejes ya que la semilla germina mal.
La planta es perenne pero su sensibilidad al frío, parásitos y enfermedades fuerzan a los cultivadores a replantar la cosecha cada año. Crece en áreas costeras y otras localizaciones con temperaturas templadas, también en invernaderos, llegando a una altura de 2 metros y obteniendo cosechas 2-3 veces mayores que al aire libre.
En Perú su cultivo se centra en los valles interandinos de Trujillo, Ica y Chincha.

## Historia

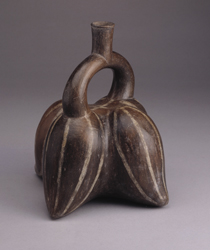
Huaco moche que representa cuatro cachumas

Arqueológicamente no se encuentran rastros por ser de pulpa suave y difícil de conservar, pero a menudo se encuentran en diversos huacos de las culturas precolombinas Moche, Chimú y Paracas.
Durante la Colonia, el virrey Melchor de Navarra, conde de la Palata, prohibió el consumo de esta baya y se le otorgó el insinuante nombre de mataserrano, por el cual aún es conocido en ciertas zonas del Perú, por la cual se creía que era venenoso para los autóctonos.
En la época de la Colonia también fue introducido en México y América Central, pero luego su uso fue decreciendo.

## Taxonomía
Solanum muricatum fue descrita por William Aiton y publicado en Hortus Kewensis; or, a catalogue . . . 1: 250–251. 1789.
Etimología
Solanum: nombre genérico que deriva del vocablo Latino equivalente al Griego στρυχνος (strychnos) para designar el Solanum nigrum (la "Hierba mora") —y probablemente otras especies del género, incluida la berenjena— , ya empleado por Plinio el Viejo en su Historia naturalis (21, 177 y 27, 132) y, antes, por Aulus Cornelius Celsus en De Re Medica (II, 33). Podría ser relacionado con el Latín sol. -is, "el sol", debido a que la planta sería propia de sitios algo soleados.
muricatum: epíteto latino que significa "con espinas".
Sinonimia
- Solanum guatemalense Hort.
- Solanum hebephorum Dunal
- Solanum longifolium Sessé & Moc. (no Dunal)

S. longifolium de Dunal refiere a S. subinerme, mientras S. longifolium de Pavón Jiménez se basa en Dunal, de de Candolle siendo S. ensifolium.
- Solanum melaniferum Moric. ex Dunal
- S. muricatum var. dissectum Dunal
- S. muricatum f. glaberrimum Correll
- S. muricatum var. papillosistylum Bitter
- S. muricatum var. parvifolium Kunth
- S. muricatum var. popayanum Bitter
- S. muricatum var. praecedens Bitter
- S. muricatum var. protogenum Bitter
- S. muricatum var. teleutogenum Bitter
- Solanum pedunculatum Roem. & Schult.
- Solanum saccianum Naudin (no Carrière & André)
- Solanum saccianum Carrière & André
- Solanum scabrum Lam. (no Mill.: 'Solanum scabrum)

S. scabrum de Kunth y de Zuccagni es hoy S. aethiopicum. La descripta por Vahl es S. volubile descripta por Swartz. Y S. scabrum de Ruiz & Pavón Jiménez es hoy S. saponaceum de Dunal.
- Solanum variegatum Ruiz & Pav.
- Solanum wallisii Carrière[7]